# O Pequeno Stuart Little
Stuart Little (bra/prt: O Pequeno Stuart Little) é filme animado teuto-estadunidense de 1999, dos gêneros comédia e aventura, dirigido por Rob Minkoff, com roteiro de M. Night Shyamalan e Greg Brooker baseado no romance Stuart Little, de E.B. White, publicado em 1945. 
O filme, que utiliza técnicas de animação digital com live action, conta com a atuação de Geena Davis, Hugh Laurie e Jonathan Lipnicki, acompanhado das dublagens de Michael J. Fox, Nathan Lane, Chazz Palminteri, Steve Zahn, Bruno Kirby e Jennifer Tilly.
Stuart Little foi lançado nos cinemas dos Estados Unidos em 17 de dezembro de 1999. Recebeu uma indicação ao Óscar de melhores efeitos visuais, perdendo para Matrix.
Essa produção teria duas sequências: Stuart Little 2, em 2002, e Stuart Little 3: Call of the Wild, em 2005, este último lançado diretamente em vídeo; Stuart Little também originou uma minissérie homônima. 

## Sinopse
Os pais do pequeno George, filho único, resolvem adotar uma criança e acabam encontrando o divertido ratinho Stuart, que vai virar a vida da família de cabeça pra baixo e com eles viver uma bela amizade.

## Elenco

### Elenco de atores
- Geena Davis como Eleanor Little
- Hugh Laurie como Frederick Little
- Jonathan Lipnicki como George Little
- Jim Doughan como oficial Allen
- Stan Freberg como locutor da corrida de barcos
- Jeffrey Jones como Tio Crenshaw
- Connie Ray como tia Tina
- Allyce Beasley como tia Beatrice
- Brian Doyle-Murray como Primo Edgar
- Estelle Getty como Vovó Estelle
- Harold Gould como Vovô Spencer
- Patrick Thomas O'Brien como Tio Stretch
- Arturo Peniche como Carlos
- Julia Sweeney como Sra. Keeper
- Manuel Ojeda como Genaro
- Dabney Coleman como Dr. Beechwood
- Miles Marsico como Anton
- Jon Polito como Sherman
- Francisco Gattorno como Jose Maria
- Joe Bays como participante na corrida
- Taylor Negron como o vendedor de roupas
- César Évora como Gabriel

### Elenco de vozes
- Michael J. Fox como Stuart Little
- Nathan Lane como Snowbell
- Chazz Palminteri como Smokey
- Steve Zahn como Monty
- David Alan Grier como Red
- Bruno Kirby como Reginald Stout
- Jennifer Tilly como Camille Stout

## Recepção

### Bilheteria
O Pequeno Stuart Little foi lançado teatralmente nos Estados Unidos em 17 de dezembro de 1999. No fim de semana de abertura, Stuart Little arrecadou US$ 15 milhões, colocando-o no primeiro lugar das bilheterias. Ele caiu para o segundo lugar em seu segundo fim de semana, mas voltou para o primeiro no terceiro com US$ 16 milhões acumulados. Segundo o Box Office Mojo, seu faturamento final nos Estados Unidos e no Canadá foi de US$ 140 milhões e mais US$ 160,1 milhões nas bilheterias de outros países, perfazendo um total estimado de US$ 300 milhões de receita bruta em todo o mundo.

### Recepção crítica
Segundo o Rotten Tomatoes, 67% dos críticos deram ao filme uma crítica positiva com base em 96 respostas, com uma classificação média de 6,3/10; o consenso do site diz: "Stuart Little consegue ser encantador com crianças e adultos por seu humor e efeitos visuais". No Metacritic, o filme tem a pontuação 61/100, indicando críticas "geralmente favoráveis".
O crítico Jesus Freak Hideout disse que "do começo ao fim, Stuart Little é um filme de família quase perfeito" enquanto Stephen Holden, do jornal The New York Times, disse que "o único elemento que não se harmoniza completamente com o resto do filme é a figura digital visualmente normal de Stuart".

## Descoberta de pintura perdida
Uma das pinturas usadas como figurino para a casa dos Littles foi a pintura Sleeping Lady with Black Vase (Dama adormecida com vaso preto) da década de 1920, feita pelo pintor de vanguarda húngaro Róbert Berény, considerada até então uma pintura perdida. Um cenógrafo do filme comprou a pintura em uma loja de antiguidades em Pasadena, Califórnia, por quinhentos dólares para ser usada no filme, sem saber de seu significado. Em 2009, o historiador de arte Gergely Barki, enquanto assistia Stuart Little na televisão com sua filha, notou a pintura e, depois de entrar em contato com a Columbia Pictures, foi capaz de localizar o quadro. Em 2014, seu proprietário pôs a pintura em um leilão e a vendeu por duzentos e vinte e nove mil e quinhentos euros.

## Mídia doméstica
O Pequeno Stuart Little foi lançado em VHS e DVD em 18 de abril de 2000 nos Estados Unidos, e no Reino Unido em 27 de novembro de 2000. Mais tarde, foi relançado em uma edição Deluxe em DVD em 21 de maio de 2002 e em Blu-ray em 28 de junho de 2011.